# Russell Downing
Russell Downing (* 23. August 1978 in Rotherham) ist ein ehemaliger britischer Radrennfahrer.

## Sportlicher Werdegang
Downing wurde mehrfacher britischer Meister auf der Bahn und gewann 2004 mit der britischen Mannschaft einen Weltcup-Lauf in der Mannschaftsverfolgung.
Auf der Straße gewann er 2002 mit einer Etappe der Brandenburg-Rundfahrt seinen ersten Wettbewerb des internationalen Kalenders. 2005 gewann er eine Etappe des Giro del Capo, drei Etappen der Tour de Bretagne und die britische Meisterschaft im Straßenrennen. In den Folgejahren war er sowohl bei Eintagesrennen wie Etappenrennen erfolgreich. Zu den wichtigsten Siegen zählen die Gesamtwertungen der Irland-Rundfahrt 2009 und der Tour de Wallonie sowie der Etappensieg beim Critérium International 2009.
In den Jahren 2010 und 2011 fuhr Russell für das britische UCI ProTeam Sky ProCycling, für das er mit dem Giro d’Italia 2011 an der einzigen Grand Tour teilnahm und die er als 140. beendete.
Anschließend war Russell im nahezu jährlichen Wechsel bei kleineren Mannschaften engagiert und gewann mit einer Etappe der Tour du Loir-et-Cher 2016 sein letztes internationales Rennen. Nach der Saison 2018 beendete er im Alter von 40 Jahren seine Karriere. 

## Erfolge

### Straße
2002
- eine Etappe Brandenburg-Rundfahrt

2003
- Britischer Meister – Kriterium

2005
- eine Etappe Giro del Capo
- drei Etappen Tour de Bretagne
- Britischer Meister – Straßenrennen

2006
- Druivenkoers Overijse

2008
- drei Etappen Cinturón a Mallorca
- Grand Prix of Wales
- eine Etappe Tour of Ireland

2009
- eine Etappe Cinturón a Mallorca
- Gesamtwertung und eine Etappe Irland-Rundfahrt
- Britischer Meister – Kriterium

2010
- Mannschaftszeitfahren Tour of Qatar
- eine Etappe Critérium International
- Gesamtwertung und eine Etappe Tour de Wallonie

2012
- Grand Prix de la Ville de Lillers
- eine Etappe Circuit des Ardennes
- eine Etappe Tour of Norway

2016
- eine Etappe Tour du Loir-et-Cher

### Bahn
1999
- Britischer Meister – Mannschaftsverfolgung (mit Matt Illingworth, Chris Newton und Julian Winn)

2002
- Britischer Meister – Punktefahren und Scratch

2003
- Britischer Meister – Punktefahren und Madison (mit Dean Downing)

2004
- Weltcup Sydney – Mannschaftsverfolgung (mit Robert Hayles, Paul Manning und Bryan Steel)